# Kaden Groves
Kaden Groves (Austrália, 23 de dezembro de 1998) é um ciclista profissional australiano membro da equipa Team BikeExchange.

## Palmarés
- 2017
  - 1 etapa do Tour de Fuzhou

- 2018
  - 1 etapa da Volta ao Lago Qinghai
  - 1 etapa do Tour de Quanzhou Bay[1]
  - 1 etapa do Tour de Fuzhou

- 2019
  - 2 etapas do Triptyque des Monts et Châteaux
  - 2 etapas do Circuito das Ardenas[2][3]
  - 1 etapa da Ronde d'Isard

- 2020
  - 2 etapas do Herald Sun Tour

## Equipas
- St George Continental Cycling Team (2017-06.2018)
- Mitchelton-BikeExchange (06.2018-12.2018)
- SEG Racing Academy (01.2019-07.2019)
- Mitchelton/BikeExchange[4] (08.2019-)
  - Mitchelton-Scott (08.2019-2020)
  - Team BikeExchange (2021-)